# Trinette Bindschedler

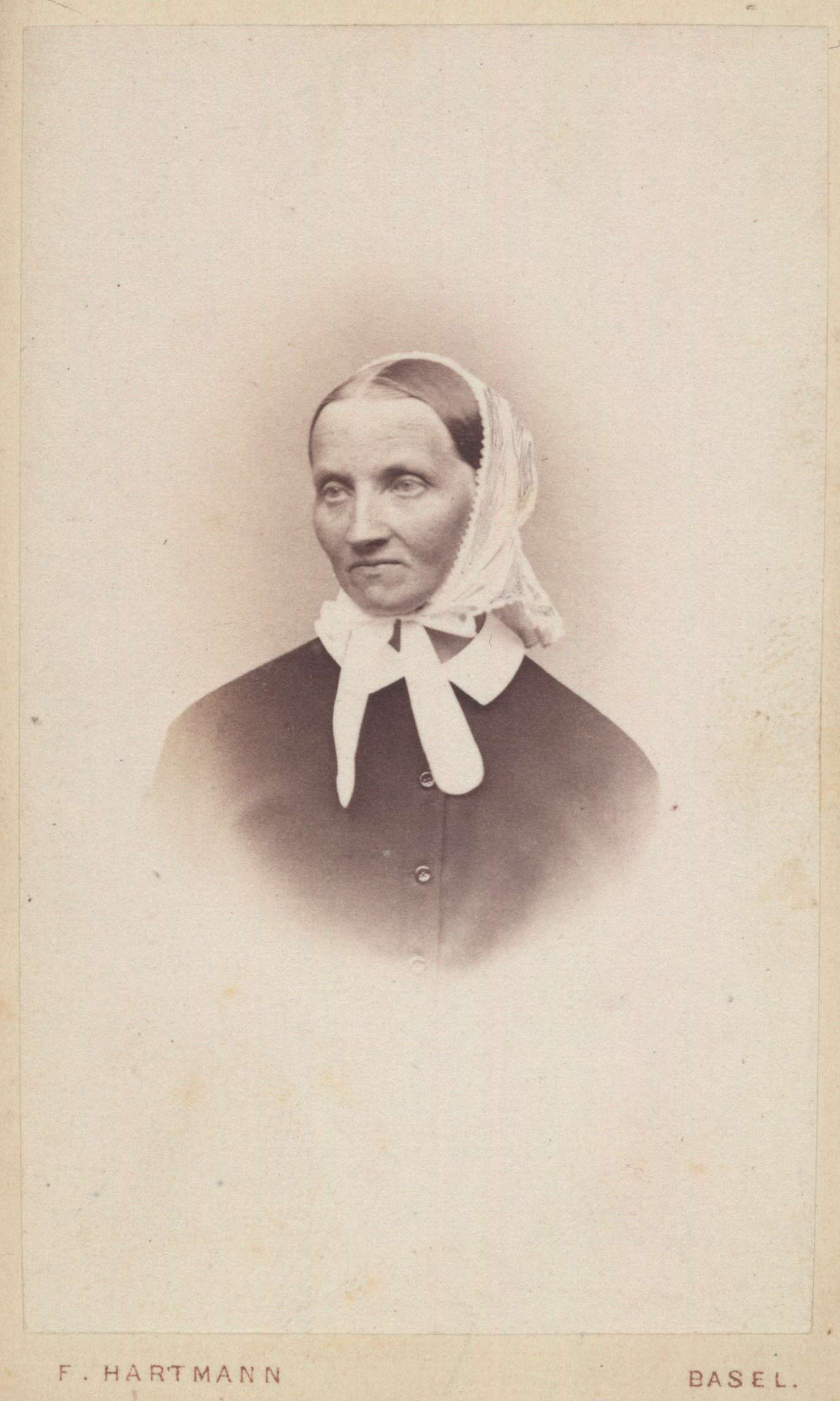
Trinette Bindschedler ([zwischen 1850 und 1870])

Trinette Bindschedler (* 29. Oktober 1825 in Münchenstein; † 12. Dezember 1879 in Riehen) war eine Schweizer Diakonisse. Sie war Vorsteherin der Diakonissenanstalt in Riehen.

## Leben
Trinette Bindschedler wurde mit bürgerlichem Namen Katharina Bindschedler in Münchenstein als zweites von vier Kindern geboren. Die Eltern stammten aus Männedorf im Kanton Zürich. Der Vater war Direktor einer Baumwollspinnerei. Der Schulbesuch erfolgte teilweise im Internat. Nach der Konfirmation kehrte Trinette 1842 ins Elternhaus zurück.
In Münchenstein hörte sie einen Vortrag von Theodor Fliedner, dem Gründer der Diakonissen-Anstalt in Kaiserswerth. Dieser Vortrag inspirierte sie dazu, selbst Diakonisse zu werden. Im elterlichen Hauskreis, in dem sich Theologen und Laien trafen, lernte sie Christian Friedrich Spittler kennen, der sie für das Amt der Vorsteherin der neu zu gründenden Diakonissenanstalt in Riehen auswählte. Katharina Bindschedler wurde an den Diakonissenanstalten in Strassburg und Kaiserswerth zur Krankenschwester und Diakonisse ausgebildet.
Am 11. November 1852 wurde das Diakonissenhaus Riehen offiziell eingeweiht und Katharina Bindschedler wurde eingesegnet. Sie erhielt nun den Vornamen Trinette. Die junge Diakonisseneinrichtung vergrösserte sich schnell. 1855 wurde der pflegerische Dienst in der medizinischen Abteilung im Bürgerspital in Basel übernommen, 1859 die Kleinkindschule in Riehen. Im Jahr 1860 folgte das Kantonsspital Aarau.
Bei Beginn des Deutsch-Französischen Krieges 1870 delegierte Trinette Bindschedler Schwestern zum Lazarettdienst in deutsche Spitäler. Sie organisierte Erholungsaufenthalte für die Diakonissen, wenn diese überarbeitet waren. Im Jahr 1858 reiste Bindschedler in andere Diakonissenhäuser und traf in Hamburg mit Amalie Sieveking zusammen. An ihrem 50. Geburtstag hatte die Schwesternschaft die Zahl von 135 erreicht.
Bei der Planung des Riehener Krankenhauses, das 1871 in Betrieb genommen wurde, wirkte Trinette Bindschedler entscheidend mit. Sie starb an Typhus, an dem sie mit 54 Jahren erkrankte.
Das Leitungsmodell der Riehener Schwestern, das durch Trinette Bindschedler massgeblich geprägt wurde, bildet sich bis heute in den Leitungsstrukturen der Schwesternschaft ab. Dieses Leitungsmodell unterschied sich in wesentlichen Punkten von der damals üblichen Leitungsstruktur anderer Diakonissenhäuser im deutschsprachigen Raum.

### Korrespondenz und Chronikhefte
Trinette Bindschedler hinterliess im Archiv des Diakonissenhauses Riehen eine umfangreiche Sammlung an Monatsberichten, Reiseberichten, Briefen und Tagebüchern. Ab dem Jahr 1858 entstanden die so genannten „Chronikhefte“. In diesen stellte Bindschedler eine monatliche Liste der Patienten und ihrer Krankheiten zusammen. Die Chronikhefte stellen heute eine unschätzbare Quelle für Medizinhistoriker dar.

## Werk
- Er hilft dem Elenden herrlich, Briefe und Korrespondenz von Trinette Bindschedler. Verlag der Diakonissenanstalt, Riehen 1943.